# Stephenia pudorella
Stephenia pudorella is een vlinder uit de familie van de Nymphalidae. De wetenschappelijke naam van deze soort is voor het eerst voorgesteld, als Acraea pudorella, door Per Olof Christopher Aurivillius in een publicatie uit 1899.
De soort komt voor in de savannes en loofbossen van Oeganda, Kenia, Tanzania, Zambia en Malawi.

## Ondersoorten
- Stephenia pudorella pudorella (Aurivillius, 1899) (Oeganda, Kenia, Tanzania)
- Stephenia pudorella detecta (Neave, 1910) (Zambia, Malawi)
  - = Acraea detecta Neave, 1910
  - = Acraea pudorella detecta Neave, 1910